# Gringo viejo (novela)
Gringo viejo es una novela del escritor mexicano Carlos Fuentes, publicada en 1985. Cuenta la historia de un escritor y columnista estadounidense que lo abandona todo para cruzar la frontera mexicana con el propósito de unirse a las tropas de Francisco Villa. Basada en la historia real del periodista y escritor Ambrose Bierce, Gringo viejo fue la novela que lanzó a Fuentes a la fama, y se convirtió en el primer best seller de un autor mexicano en la ciudad de Nueva York.

## Argumento
Gringo viejo refleja la tensión con que viven los mexicanos la relación entre su país y los Estados Unidos. Por sobre todas las cosas, el autor ha querido demostrar que los destinos no pueden analizarse solamente desde una perspectiva política. Plantea contrapuntos: amor-violencia, vida-muerte, el traspaso de los límites de nuestras propias fronteras internas, de lo individual a lo colectivo, de lo político a lo afectivo, de la realidad a la ficción. La temática central gira alrededor de los avatares de la Revolución mexicana con sus diferentes manifestaciones de terror y su profundo sentir popular hasta llegar a la degeneración del compromiso final con el capitalismo rapaz, el dominio y la corrupción. La figura central de la novela está basada en el conocido periodista y escritor Ambrose Bierce, quien trabajó para el magnate de la prensa americana William Randolph Hearst, al que sirvió fielmente, contribuyendo, con su servicio, al engrandecimiento de su imperio y a quien, sin embargo, despreciaba visceralmente.
El gringo viejo fue a morirse a México. "Los gringos se pasan la vida cruzando fronteras, las suyas y las ajenas", dijo el coronel Frutos García. Pero, este gringo había cruzado el río  Grande porque ya no tenía fronteras que cruzar en su propio país. "Hay una frontera que sólo nos atrevemos a cruzar de noche: la frontera de nuestras diferencias con los demás, de nuestros combates con nosotros mismos", había dicho el gringo viejo. Alto, flaco, de pelo blanco, ojos azules, tez rosada y unas arrugas como surcos de maizal, allí estaba el hombre que venía a morir violentamente a manos de otros, porque lo prefería así, antes que morir de decrepitud o por sus propios medios, como lo habían hecho sus hijos. Quería ser un cadáver bien parecido, y la tropa revolucionaria lo recordará oliendo a colonia, piel rasurada: su última vanidad o el ansia de cumplir el último sueño americano. Con su Colt 44 demostró que aún quedaban restos del que fue general en el noveno regimiento de voluntarios en la Guerra Civil Norteamericana, y el general Arroyo no tuvo más remedio que aceptarlo en su tropa. En el vagón privado del general Arroyo, el gringo superó con la paciencia de sus antepasados protestantes su arrogancia, al tiempo que frenaba un sentimiento: el afecto paternal que le inspiraba".

## Versión cinematográfica
Gringo viejo fue llevada al cine por Luis Puenzo en 1989. El gringo viejo es interpretado por Gregory Peck, la institutriz Harriet Winslow por Jane Fonda, y Jimmy Smits hace el rol del general Tomás Arroyo. También participaron: Patricio Contreras, Jenny Gago, Anne Pitoniak, Gabriela Roel, Pedro Armendáriz Jr. y Sergio Calderón.